# Pigmento inorganico
Un pigmento inorganico è una sostanza colorata nella cui composizione chimica non compare il carbonio se non in forma elementare (nerofumo) o di carbonato. Si tratta per lo più di ossidi, sali o silicati.

## Proprietà
La funzione principale di un pigmento è modificare l'aspetto ottico del supporto su cui è applicato o della massa in cui è disperso, perciò la classificazione avviene generalmente in base al colore, ma la valutazione avviene anche in base a molte altre proprietà come l'inerzia chimica, la dimensione delle particelle o degli aggregati, il potere coprente o la resistenza allo sfarinamento.

## Produzione
L'origine dei pigmenti inorganici può essere tanto naturale quanto sintetica e i metodi di produzione e purificazione variano molto in funzione del prodotto. È possibile impiegare naturalmente più di un metodo e il procedimento più diffuso  è la precipitazione-calcinazione.
I più diffusi metodi di produzione sono:

### Macinazione e sedimentazione
È il metodo più diffuso per la lavorazione delle terre e di altri pigmenti di origine naturale. La macinazione può essere effettuata a secco oppure a umido in mulini a palle o simili.

### Precipitazione
La precipitazione è il più diffuso metodo per la produzione dei pigmenti sintetici, a cui seguono sempre operazioni di lavaggio, essiccazione a bassa temperatura anche sotto vuoto. Ad esempio si producono in questo modo il giallo cromo e il blu di Prussia.

### Calcinazione
Alcuni pigmenti si formano per calcinazione ad alta temperatura 800-1.000 °C per perdita di acqua di cristallizzazione e/o cambiamento della forma cristallografica. È il metodo utilizzato per produrre, tra altri, il biossido di titanio e il blu oltremare.

### Sublimazione
Le polveri metalliche come lo zinco si ottengono per sublimazione. Altri pigmenti come il bianco zinco o l'ossido di antimonio si preparano associando alla sublimazione un processo ossidativo, in pratica il vapore del metallo è trascinato in una corrente fluida, normalmente aria, contenente ossigeno. 

### Attacco chimico
Altri pigmenti, come ad esempio la biacca, si ottengono invece per attacco chimico, aggredendo direttamente lamiere di metallo (nell'esempio di piombo) con vapori acidi e successiva asportazione.

## Classificazione
I pigmenti vengono classificati normalmente per colore:
- Pigmenti bianchi: biacca, solfato di piombo basico, bianco zinco, solfuro di zinco, litopone, ossido di antimonio, biossido di titanio, piombato di calcio.
- Pigmenti inerti o cariche: solfato di bario (barite o bianco fisso), carbonato di calcio, dolomite, gesso, silice, silicati (amianto, bentonite, caolino, mica, talco).
- Pigmenti neri: ossido di ferro nero, neri di carbonio (nerofumo, nero vegetale, nero avorio o nero d'ossa, grafite).
- Pigmenti blu: blu cobalto, blu oltremare, blu di Prussia.
- Pigmenti verdi: fosfato di cromo, ossido di cromo, ossido di cromo idrato, verde cromo, verde Schweinfurt, verde zinco.
- Pigmenti bruni: ossido di ferro bruno, ocra, terra ombra, terra di Siena.
- Pigmenti gialli: ossido di ferro giallo, giallo cadmio, giallo cromo, giallo zinco, titanato di nichel, piombo cianammide, cromato di stronzio.
- Pigmenti arancio: arancio cadmio, arancio cromo, arancio molibdato, silico-cromato di piombo.
- Pigmenti rossi: ferro ossido rosso, minio di alluminio, minio di piombo, rosso cadmio, rosso cromo.
- Pigmenti metallici: alluminio, bronzo, piombo, rame, zinco[1].